# كاي ارين
كاي ارين (بالإنجليزية: Kay Warren)‏ هي عالمة الإنسان أمريكية، ولدت في 10 فبراير 1947.